# Шептало
Шептало – част от ударно-спусковия механизъм на огнестрелното оръжие, задържаща петлето или ударника в бойно положение или на предпазител. За произвеждането на изстрел шепталото се освобождава и петлето (ударника) започва движение под действието на бойната пружина. Конструктивно шепталото може да е обединено с друга част, например, спусъка (револвера Наган образец 1895 г.).